# Revolução Arménia em 2018
A Revolução Arménia de 2018, também conhecida como a Revolução de Veludo Arménio de 2018, foi uma série de protestos que ocorreram na Arménia, com início no dia 12 de abril de 2018, liderados pelo líder político arménio Nikol Pashinyan, nos quais os manifestantes protestaram contra a eleição de Serzh Sargsyan para um terceiro mandato como primeiro-ministro da República da Arménia.
No dia 23 de Abril, Sargsyan cedeu, afirmando, "Eu estava errado" e que "os protestos nas ruas são contra meu mandato. Eu estou aceitando as demandas dos protestantes " e demitiu-se do cargo de Primeiro-ministro.